# Weißenburg in Bayern
Weißenburg in Bayern (dříve též Weißenburg im Nordgau, Weißenburg am Sand) je velké okresní město ve Středních Francích v zemském okrese Weißenburg-Gunzenhausen. Po pět set let bylo svobodným říšským městem.
Město leží při západním výběžku Franského Jury, nad městem se do výšky 620 m zvedá Wülzburger Berg s pevností Wülzburg na temeni. V blízkosti prochází hlavní evropské rozvodí, okrajem města protéká Schwäbische Rezat, která patří k úmoří Severního moře, čtyři kilometry jižně teče Altmühl, která náleží k úmoří Černého moře. Oba toky měl propojit kanál Fossa Carolina.
Nejstarší památky pocházejí z konce 1. stol. n. l., na dohled od nynějšího města stál římský vojenský tábor Biriciana, odkryty byly pozůstatky lázní, zrekonstruovány vstupní brány s částmi hradby. Lokalita je coby součást pohraniční linie opevnění zapsána v seznamu Světového dědictví. V roce 1296 bylo město povýšeno mezi svobodná říšská města; císařské samostatnosti pozbylo v září 1802, kdy se dostalo do područí Bavorského kurfiřtství. 
Po skončení druhé světové války se město ocitlo v americké okupační zóně. Ve městě našlo útočiště na šest tisíc vyhnanců ze Sudet a ze Slezska. Velká část z nich přišla z Kadaně, Doupova, Klášterce nad Ohří a dalších míst Kadaňska.

## Osobnosti

### Rodáci
- Gustav von Kahr (1862–1934), politik
- Hans Hofmann (1880–1966), malíř
- Rudolf Nebel (1894–1978), průkopník raketové techniky
- Markus Steinhöfer (* 1986), fotbalista

### Osobnosti s městem spojené
- Charles de Gaulle (1890–1970), v čase první světové války byl internován ve Wülzburgu
- Ervín Schulhoff (1894–1942), hudební skladatel, zemřel ve Wülzburgu
- John Shalikashvili (1936–2011), americký generál; studoval na zdejším gymnáziu